# Man in the Moon (Nektar)
Man in the Moon è l'ottavo album in studio del gruppo musicale inglese Nektar, pubblicato nel 1980.

## Tracce
Side 1
1. Too Young to Die – 4:20
2. Angel – 3:31
3. Telephone – 3:44
4. Far Away – 3:21
5. Torraine – 5:28

Side 2
1. Can't Stop You Now – 4:22
2. We – 4:41
3. You're Alone – 4:09
4. Man in the Moon – 6:43